# Recherche (Zeitung)
Recherche. Zeitung für Wissenschaft war eine zweimonatlich erscheinende Zeitung für Geistes-, Sozial- und Kulturwissenschaften.
Die Essays, Vorträge, Rezensionen und Reportagen in Recherche zeichnen sich dadurch aus, dass sie über die Grenzen des jeweiligen Faches hinaus von Relevanz sind und den Bezug zwischen Wissenschaft und sozialer Wirklichkeit deutlich machen. Die Zeitung wurde von Thomas Keul und Christian Reder herausgegeben, die ebenfalls Herausgeber der Literaturzeitschrift Volltext sind. Recherche erschien ab 2008 bis zu sechs Mal im Jahr mit einer Auflage von 25.000 Exemplaren, die in Deutschland, Österreich und der Schweiz am Kiosk, im Abonnement und über den Buchhandel verbreitet wurden. Die letzte Ausgabe erschien 2012, auf der Website der Zeitschrift wurden noch einzelne Artikel in den Jahren 2013 und 2014 online gestellt.
Zu den Zielen von Recherche zählte die Förderung einer attraktiven, zugänglichen Wissenschaftsprosa, die ohne popularisierende Vereinfachung auskommt.
Das Zielpublikum von Recherche setzte sich aus Wissenschaftlern, Studenten und dem weiten Kreis von Absolventen der Geistes-, Sozial- und Kulturwissenschaften zusammen.

## Herausgeber und Redaktion
Zu den Herausgebern der Zeitung gehörten Ines Maria Breinbauer, Helmut Elsinger, Bernhard Fetz, Martin Lhotzky, Konrad Paul Liessmann, Claus Philipp, Christian Reder, Elisabeth von Samsonow, Martina Schmidt, Thomas Sparr und Klaus Zeyringer.